# Excelsior Motor Company

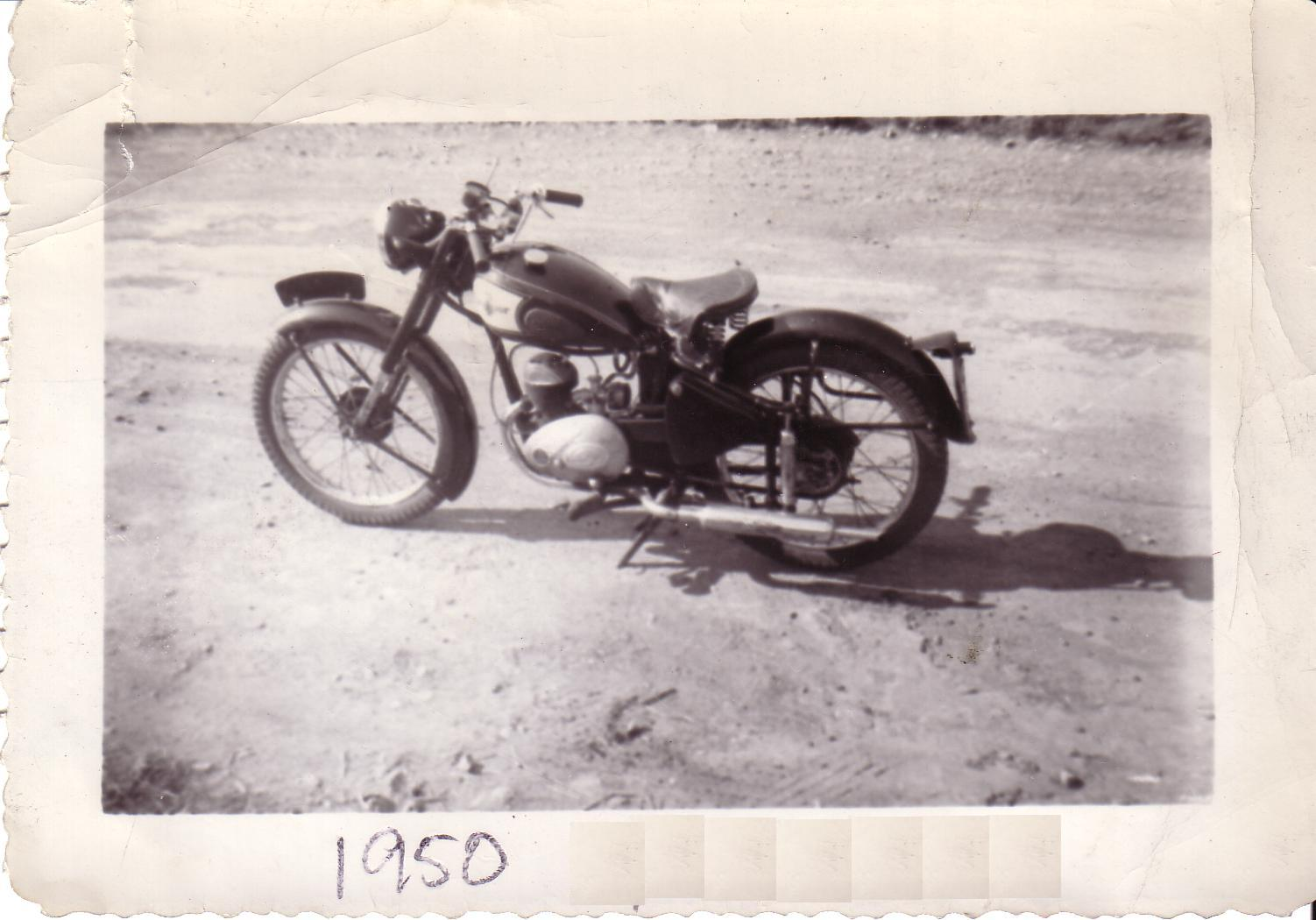
Excelsior Universal de 125cc (1950)

Excelsior, con sede en Coventry, fue un fabricante británico de bicicletas, motocicletas y automóviles, siendo el primer fabricante de motocicletas del Reino Unido. Comenzó la producción de su propia 'motocicleta' en 1896. La empresa estuvo operativa entre 1874 y 1964.

## Historia
La compañía inicialmente tenía locales en Lower Ford Street, Coventry, y 287-295 Stoney Stanton Road, Hillfields, Coventry (Warwickshire), antes de mudarse en 1921 a Kings Road, Tyseley, Birmingham.
Comenzó fabricando biciclos en 1874 con su nombre original: "Bayliss, Thomas and Co.", y más adelante produjeron y vendieron bicicletas con los nombres de Excelsior y Eureka. El nombre de la compañía se cambió a "Excelsior Motor Co." en 1910. En los primeros años de fabricación de motocicletas, utilizaron motores monocilíndricos Minerva, De Dion, MMC y posiblemente el Condor de 850 cc, produciendo una amplia gama de máquinas con propulsores de la mayoría de los principales fabricantes. En 1914 se lanzó un modelo con un motor bicilíndrico JAP.
Un acuerdo para suministrar motocicletas al gobierno imperial ruso se canceló con la Revolución Rusa, y la compañía Excelsior terminó con un exceso de inventario como resultado.
La familia Walker (Reginald y su hijo Eric) se hicieron cargo de la compañía después de la Primera Guerra Mundial. "R Walker & Sons" de Tyseley, Birmingham, que había comenzado como fabricante de lámparas para barcos, fabricó en 1919 una serie de motocicletas con el nombre de Monarch para ser vendidas por los grandes almacenes de Londres Gamages. La empresa se volvió a registrar como "Excelsior Motor Company Ltd", y la producción se trasladó a Birmingham, y la fábrica de Lower Ford Street en Coventry se vendió a Francis-Barnett.
Produjeron una gama de motocicletas de 98 a 1000 cc, en su mayoría con motores JAP, Blackburne y Villiers, además de un motor Condor de 850 cc. La nueva empresa puso más esfuerzo en la competición y en las carreras. Para evitar confusiones con el fabricante estadounidense del mismo nombre, adoptaron la denominación de "British Excelsior".

## Motocicletas Excelsior

### Auge en las carreras

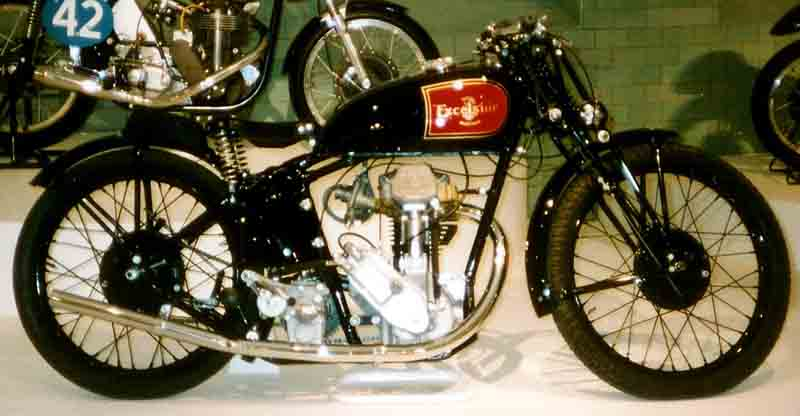
Excelsior Manxman 250 cc (1935)

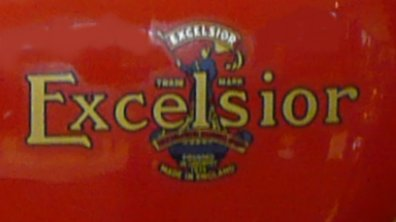
Logo de la compañía

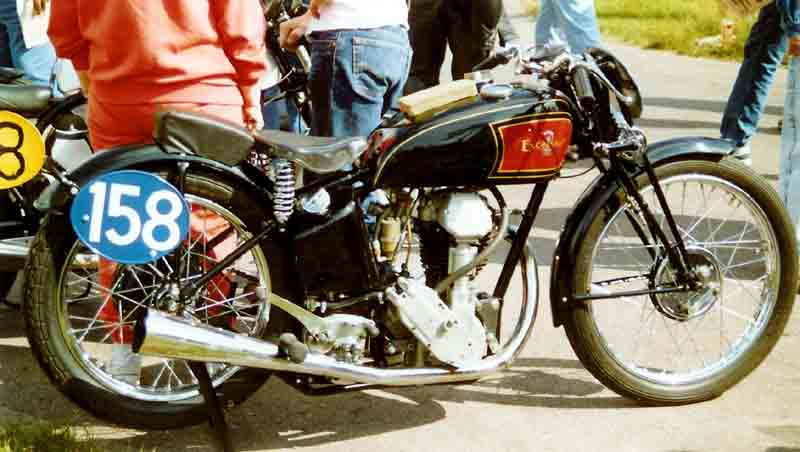
Excelsior Manxman 350 cc OHC (1935)

Su primer gran éxito en las carreras fue en 1929, cuando brilló en la carrera del Tourist Trophy para motos ligeras con una B14, que pronto se convertiría en su modelo más popular. Surgida de la Gran Depresión en un estado financiero sólido, la compañía Excelsior encargó a Blackburne el diseño de un motor de carreras de 4 válvulas. Conocida como la Maravilla Mecánica, ganó el TT de 1933 en su primera salida. La compleja máquina continuó con gran éxito en el Continente, pero se retiró a fines de la temporada de 1934, ya que era demasiado compleja para producirse como moto deportiva en serie. Ese cometido se satisfizo a partir de 1935 con el motor con árbol de levas en cabeza de dos válvulas de la Manxman.
La Manxman corrió por primera vez en la categoría de motos ligeras del TT de la Isla de Man de 1935. La motocicleta de fábrica disponía de un motor con culata y cuerpo de aluminio, pero tenía una carrera muy larga y era lenta. El año siguiente vio la primera aparición de motores de tipo cammy (con levas en cabeza) y de cuatro válvulas, de carrera más corta. Volvieron a competir en el TT de 1937 con cilindradas de 250 y 350 cc, pero se retiraron en mayo de 1938 antes del TT de ese año. Las motos para el TT volvieron a las culatas de dos válvulas, con la suspensión trasera de émbolo. Eran tan rápidas como las de cuatro válvulas y mucho más fáciles de poner a punto. Excelsior no disputó oficialmente el TT de 1939, pero una escudería privada compitió con las máquinas del año anterior, así como un prototipo deportivo de serie de 500 cc. Aunque la Excelsior Manxman no ganó el TT antes de la guerra, llegó 2º en 1936, 1937 y 1938 y 3º en 1939. Tal vez su mayor éxito fue ganar el GP de Europa delante de 200.000 personas en Chemnitz, Alemania, en 1936.

### Segunda Guerra Mundial
Su principal contribución al esfuerzo de guerra fue la Welbike (Corgi) con motor de 98 cc, una motocicleta plegable entregada en una cápsula por paracaídas, destinada a ser utilizada por las tropas paracaidistas para realizar despliegues rápidos alrededor de un campo de batalla.

### Posguerra
A la compañía no le fue bien en los años de escasez después de la Segunda Guerra Mundial, dado que las máquinas de lujo y las de carreras desaparecieron para dar paso a modelos baratos con motor de dos tiempos. Después de la guerra, se utilizaron motores Villiers para fabricar el Viking de 250 cc, y en 1949 usaron su propio motor para el Talisman, un suave propulsor de dos tiempos. Una versión posterior del 328 cc bicilíndrico deportivo, el S8, no se vendió bien, aunque el propio motor logró cierto éxito en los microcoches Berkeley en las versiones bicilíndrica de 328 cc y tricilíndrica de 492 cc. Al contrario que el motor Talisman, el motor bicilíndrico Villiers se introdujo en 1956, y fue utilizado por muchos fabricantes pequeños.

## Coches Bayliss-Thomas

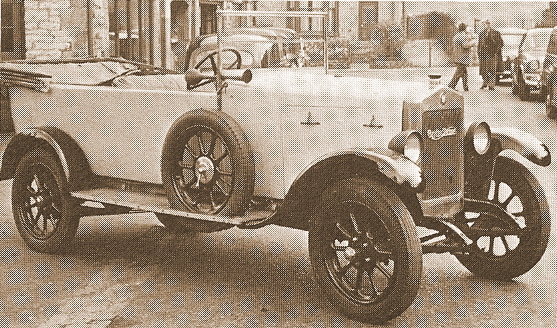
Bayliss-Thomas 10-20 hp (1923)

En 1919, la compañía fabricó un automóvil experimental de tres ruedas con motor refrigerado por aire, aunque no llegó a producirse en serie. Sin embargo, en 1920, Excelsior entró en el negocio de los automóviles con una gama de modelos de cuatro ruedas y usó el nombre de Bayliss-Thomas,debido a que ya existía un coche belga llamado Excelsior.
Se fabricaron alrededor de 1000 unidades.
Estos coches aún estaban listados en los catálogos hasta 1931, pero es probable que no se hayan fabricado después de 1929.

### Modelos de coches
| Tipo                         | Año       | Motor                                                   | Carrocerías                                                  | Batalla                                               | Notas                                              |
| ---------------------------- | --------- | ------------------------------------------------------- | ------------------------------------------------------------ | ----------------------------------------------------- | -------------------------------------------------- |
| 8.9 Junior (9/19 desde 1924) | 1922–1924 | 1075 cc 4-cilindros válvulas laterales                  | cuatro asientos descubierto, deportivo                       | 99 plg (2515 milímetros)                              | 3 velocidades                                      |
| 10/20 (11/22 desde 1925)     | 1924–1927 | 1498 cc 4-cilindros válvulas laterales Coventry Climax  | cuatro asientos descubierto, deportivo                       | 99 plg (2515 milímetros)                              | 9/19 con motor 10.8. Frenos delanteros desde 1927. |
| 10.8                         | 1922–1924 | 1498 cc 4-cilindros válvulas laterales Coventry-Simplex | berlina, dos y cuatro asientos convertible, cupé, deportivo  | 102 plg (2591 milímetros) o 108 plg (2743 milímetros) | 3 velocidades                                      |
| 12/22 (12/27 desde 1925)     | 1925–1931 | 1500 cc 4-cilindros válvulas laterales Meadows          | turismo, deportivo, 4-ligero berlina, 6-ligero berlina, cupé | 114 plg (2896 milímetros)                             | 3 velocidades. Frenos delanteros desde 1927.       |
| 13/30                        | 1925–1926 | 1795 cc 4-cilindros válvulas laterales Meadows          | turismo, deportivo, 4-ligero berlina, 6-ligero berlina, cupé | 114 plg (2896 milímetros)                             | 4 velocidades                                      |

## Cierre
Excelsior fabricó una motocicleta por última vez en 1964 y se cerró en 1965. Britax, una compañía de accesorios para automóviles, compró el nombre y produjo un número limitado de máquinas Britax-Excelsior a finales de los años 1970.
La dirección de la oficina principal fue: Excelsior Motor Co, Kings Road, Tyseley, Birmingham 11.
La dirección de la oficina central y la fábrica, de acuerdo con una edición de 1962 (4/9/62) de las Instrucciones de funcionamiento y mantenimiento del Talisman Twin 244 cc y 328 cc, era: Redfern Road, Tyseley Birmingham 11.
Teléfono: Alcocks Green 1677-8-9. "Telegramas: Monarch, Haymills"